# Keňa na Letních olympijských hrách 2004
Keňa na Letních olympijských hrách 2004 v Athénách reprezentovalo 94 sportovců.

## Medailové pozice
| Medaile | Jméno               | Sport    | Disciplína            |
| ------- | ------------------- | -------- | --------------------- |
| Zlato   | Ezekiel Kemboi      | Atletika | Muži 3 000 m překážek |
| Stříbro | Bernard Lagat       | Atletika | Muži běh na 1 500 m   |
| Stříbro | Brimin Kipruto      | Atletika | Muži 3 000 m překážek |
| Stříbro | Catherine Ndereba   | Atletika | Ženy maraton          |
| Stříbro | Isabella Ochichiová | Atletika | Ženy běh na 5 000 m   |
| Bronz   | Paul Kipsiele Koech | Atletika | Muži 3 000 m překážek |
| Bronz   | Eliud Kipchoge      | Atletika | Muži běh na 5 000 m   |